# Искусство цифровой фотографии
Искусство цифровой фотографии — категория творческих практик визуального искусства, связанных с созданием, редактированием, трансформацией и представлением цифровых изображений в качестве авторских произведений. Цифровая фотография может быть представлена как самостоятельное визуальное произведение (фотоснимок, фотопринт, фотолайтбокс), но может включаться в качестве компонента в более крупные формы, например инсталляции, перформансы, компьютерные художественное программы и базы данных, Интернет-проекты в современном искусстве.

## Определение цифровой фотографии как искусства
Цифровую фотографию относят к цифровому искусству — направлению в современных высокотехнологичных компьютерных арт-практиках..
Термин «цифровая фотография» позволяет дифференцировать изображения, созданные с помощью процесса цифрового фотографирования и/или компьютерного редактирования, от изображений, полученных в результате съёмки плёночной аналоговой фотокамерой..
Сегодня большинство исследователей сходятся во мнении, что художественную цифровую фотографию следует понимать расширенно, не только как изображения, изначально зафиксированные цифровой фотокамерой, но и включать в эту категорию работы, выполненные с привлечением других технических средств: компьютеров, графики, коллажирования, цифрового монтажа изображений, сканографии, 3D-моделирования и пр.
Наряду с применением в бытовых и массовых практиках, цифровая фотография быстро привлекла внимание профессиональных фотографов и художников. Начиная с конца 1980-х годов они создают выразительные цифровые фотопроизведения, в которых рассуждают о важных вопросах современности, эстетизируют окружающую действительность, рефлексируют на тему дематериализации образа в эпоху цифровой культуры. В работах таких мастеров фотографии, как Инез ван Ламсверде, Патриция Пиччинини, Нэнси Бёрсон, Энтони Азиз и Сэмми Качер, цифровой образ предстаёт как изменчивый, нестабильный, пугающий. Другие, напротив, приветствуют дематериализацию фотообраза, видя в потере прямой связи образа и реальности новые возможности для творчества художника (Дж. Уолл, А. Гурски и пр.) или основания для переопределения того, что всегда считалось искусством (К. Селтер, С. Силтон и др.).

## История арт-событий цифровой фотографии
Первые эксперименты по созданию цифровых изображений принадлежат американскому художнику и дизайнеру Чарльзу Ксури (Charles Csuri), который исследовал  специфические возможности компьютерной обработки. Это были визуальные формы с периодически повторяемыми структурами, изменение которых на экране управлялось математическими функциями и компьютерной программой (например, «SineScape», 1967).
Начиная с 1980-х годов художники работали с цифровой техникой потребительского уровня, оцифровывая изображения слабого качества с видеокамер, обрабатывая его, используя первые персональные компьютеры Commodore и Atari и распечатывали изображения с помощью чернильных матричных принтеров. Другие, как, например, Нэнси Бёрсон, Лиллиан Шварц – пионеры цифровой фотографии, получили возможность работать с современной техникой и программистами в крупных научно-исследовательских университетах.
Одно из первых крупных арт-событий, на котором были продемонстрированы артефакты цифровой фотографии, стала выставка «Нематериальное» (Les immateriaux), проведённая в Музее современного искусства им. Ж. Помпиду в Париже с 28 марта по 15 июня 1985г.
Первая выставка собственно цифровой фотографии «Digital Photography: Captured Images, Volatile Memory, New Montage» была показана в Cameraworks Gallery в Сан-Франциско (США) в 1988 году.
Одним из самых ярких событий начала 1990-х годов стала выставка цифровой фотографии под названием «Iterations: The New Image». Кураторы Тимоти Дракери (Timothy Druckery) и Чарльз Стэйнбек (Charles Stainback) показали её в 1993 году на Международном фестивале изображений Montage’93 в Рочестере (США) и в 1994 году в Международном центре фотографии в Нью-Йорке. В ней приняли участие фотохудожники Эд Хилл, Сьюзан Блум, Майкл Бродски, Кэрол Флэкс, Эйшер Парада, Джим Померой и другие.
В 1994 году также увидела свет выставка «Metamorphoses: Photography in the Electronic Age», включившая работы Барбары Кастен, Питера Кампуса, Дэвида Бёрна, Педро Мейера, Нэнси Бёрсон и др.
Ещё одно знаковое для цифровой фотографии событие — выставка «Photography after Photography» в 1996–97 годах. Большинство художников этой выставки исследовали новые программные средства для творчества (программы Photoshop, Paintbox и пр.) и прослеживали влияние технологии на способы отображения человека и природы: человеческие тела подвергались деформации и мутации (Инез ван Ламсверде), собирались из разных элементов (Кейт Коттинем «Fictitious Portraits», 1992); фрагментировалась (Вали Экспорт, «o.T.», 1989), теряли свои отличительные внешние признаки (Энтони Азиз и Сэмми Качер «Dystopia», 1994), свою индивидуальность (как в серии «Chimaren», 1982, у Нэнси Бёрсон). Художники обратились к актуальной теме «постчеловеческого», потери идентичности человека в эпоху генной инженерии и косметической хирургии.
В январе 2015 года состоялось открытие выставки «Afterimage: Life After the Death of Photography» в College of Art and Design в Миннеаполисе (США). Этот ретроспективный показ позволял проследить историю фотографических практик, включая искусство цифровой фотографии. Среди экспонатов выделялись работы Глена Графелмана, Лэйси Прик Хедтке, Сэма Хулиана, Зуй Мелф, Дэйва Молнара, Стэфани Мотта, Дэйва Рембоу, Карла Родригес, Кевина Заппа.

## Жанровые особенности цифровой фотографии
Жанровое деление искусства цифровой фотографии весьма условно.
Американская искусствовед и куратор Люси Соуттер в своей книге «Why art photography?»(2010) показывает, что цифровая фотография — мультидисциплинарное поле современных художественных практик: это и комбинирование фотографий с элементами оцифрованных живописи, скульптуры, видео, включение фотографий в перформансы и инсталляции, сканография, термографическая образность, фотографии, скомбинированные с 2D и 3D компьютерной анимацией и пр. Исследовательница полагает, что в постмедийный век компьютеров любые разграничения между фотографией и другими художественными формами становятся малозначимыми..
По мнению американского искусствоведа и арт-критика Кристиан Поул, современные цифровые художники могут задействовать компьютерные образы для создания работ, близких к эстетике традиционной фотографии, в других случаях цифровая фотография может быть средством исследования специфических дискурсов современного искусства и качеств самой цифровой технологии, её языка и эстетики..
Ряд фотографов-художников используют цифровые фотоаппараты для работы с реальными образами, технологически изменяя и усовершенствуя свои фотографии, стремясь столкнуть образы реальные и искусственные, продемонстрировать образы «идеальной» красоты или необычные качества привычных реальных объектов и событий. Они стремятся к превосходным визуальным качествам своих фотографий, таким, которые не могли быть получены с помощью традиционной аналоговой фототехники. Эту группу российский культуролог и искусствовед А.А. Деникин относит к «изобразительной цифровой фотографии» или жанру «цифровое искусство фотографии» (digital art photography).
Другие художники в большей степени интересуются созданием экспериментальных и концептуальных произведений, задействуя фотоизображения и возможности цифровой технологии как материал для выражения собственных идей. Они следуют исканиям художников-концептуалистов и постмодернистов, выбрав фотографию для сообщения собственных критических взглядов, демонстрации возможностей технологии и поиска новых режимов интерперсональной коммуникации. Подобные произведения А.А. Деникин относит к общей категории творческих практик «современного искусства» (контемпорари-арт) и составной частью «цифрового искусства» (digital art).
Эти две группы творческих стратегий работы с цифровой фотографией не изолированы друг от друга. Работы художников с цифровыми образами нередко пересекаются по использованию технических приёмов, по визуальному контенту и нередко демонстрируются, соседствуя друг с другом в рамках общих выставок.

## Ведущие художники цифровой фотографии
- Андреас Гурски
- Венди Макмёрдо[англ.]
- Ева Стенрам[англ.]
- Инез ван Ламсверде[англ.]
- Кен Гонзалес-Дэй[англ.]
- Кэрол Селтер[англ.]
- Лоретта Люкс[англ.]
- Нэнси Бёрсон[англ.]
- Педро Мейер[англ.]
- Патриция Пиччинини
- Сьюзан Силтон[англ.]
- Томас Руфф
- Ширин Нешат
- Энтони Азиз и Сэмми Качер[англ.]